# داركولي (مقاطعة دلفان)
داركولي (بالفارسية: دارکولي) هي قرية في قسم ايتيوند الشمالي الريفي، منطقة كاكاوند في مقاطعة دلفان التابعة لمحافظة لرستان في إيران. في تعداد عام 2006، كان عدد سكانها 30 نسمة في 4 عوائل.

## شخصيات معروفة
- محمد رضا نازاري داركولي الكاتب والناقد الأدبي.